# São João do Triunfo
São João do Triunfo is een gemeente in de Braziliaanse deelstaat Paraná. De gemeente telt 14.399 inwoners (schatting 2009).

## Aangrenzende gemeenten
De gemeente grenst aan Antônio Olinto, Fernandes Pinheiro, Lapa, Palmeira, Rebouças en São Mateus do Sul.